# Krinídes
Krinídes (Krinides) är en ort i Grekland.   Den ligger i prefekturen Nomós Kaválas och regionen Östra Makedonien och Thrakien, i den nordöstra delen av landet, 300 km norr om huvudstaden Aten. Krinídes ligger 85 meter över havet och antalet invånare är 3 365.
Terrängen runt Krinídes är kuperad åt nordost, men åt sydväst är den platt. Runt Krinídes är det ganska tätbefolkat, med 199 invånare per kvadratkilometer. Närmaste större samhälle är Kavála, 12,4 km sydost om Krinídes. Trakten runt Krinídes består till största delen av jordbruksmark.